# Ligne inter-trochantérique
La ligne inter-trochantérique (ou ligne inter-trochantérienne antérieure ou crête inter-trochantérienne antérieure ou ligne oblique du fémur de Testut) est une ligne située sur la face antérieure de l'extrémité proximale du fémur.

## Description
La ligne inter-trochanterique s'étend obliquement de haut en bas et de dehors en dedans entre le petit trochanter et le grand trochanter. Elle forme la limite externe antérieure du col du fémur. Elle est séparée du petit trochanter par une fossette. À son extrémité inférieure se trouvent des rugosités forment le tubercule prétrochantérique qui se poursuit en-dessous par la ligne de trifurcation médiale de la ligne âpre.
Elle donne insertion à la capsule de l'articulation coxo-fémorale et au ligament ilio-fémoral.

## Aspect clinique

### Fractures inter-trochantérienne
Cette zone du fémur est importante pour la prise en charge du poids à travers le système squelettique. Elle est soumise à des niveaux relativement élevés de stress dynamique, de contrainte pathologique, de contrainte physiologique ou traumatique. Elle est sujette aux fractures dues aux traumatismes à haute vélocité chez le jeune et aux traumatismes anodins chez le sujet âgé. Les fractures du col du fémur qui passent à travers cette ligne sont appelées fractures inter-trochantériennes.
Après une fracture, cette zone osseuse est connue pour s'unir sous des angles variables et parfois problématiques. Par conséquent, il nécessite généralement une réduction et une fixation chirurgicales rapide avec une mobilisation et une mise en charge précoces afin de faciliter le rétablissement.